# 괴산군의 국회의원

## 행정구역 변천
- 1945년 8월 15일 충청북도 괴산군
- 1963년 1월 1일 상모면이 중원군에 편입
- 2003년 8월 30일 증평읍·도안면에 증평군 설치

## 괴산군의 역대 국회의원 일람
| 대수         | 이름           | 소속정당     | 임기                               | 선거구역                             | 비고          |
| ------------ | -------------- | ------------ | ---------------------------------- | ------------------------------------ | ------------- |
| 제1대        | 연병호(延秉昊) | 무소속       | 1948년 5월 31일 - 1950년 5월 30일  | 괴산군 일원                          | 개표결과 보기 |
| 제2대        | 연병호(延秉昊) | 대한국민당   | 1950년 5월 31일 - 1954년 5월 30일  | 괴산군 일원                          |               |
| 제3대        | 연병호(延秉昊) | 자유당       | 1954년 5월 31일 - 1958년 5월 30일  | 괴산군 일원                          |               |
| 제4대        | 김원태(金元泰) | 자유당       | 1958년 5월 31일 - 1960년 7월 28일  | 괴산군 일원                          |               |
| 제5대 민의원 | 안동준(安東濬) | 무소속       | 1960년 7월 29일 - 1961년 2월 21일  | 괴산군 일원                          |               |
| 제5대 민의원 | 김사만(金思萬) | 민주당       | 1961년 5월 14일 - 1961년 5월 16일  | 괴산군 일원                          |               |
| 제6대        | 안동준(安東濬) | 민주공화당   | 1963년 12월 17일 - 1967년 6월 30일 | 괴산군 일원                          |               |
| 제7대        | 안동준(安東濬) | 민주공화당   | 1967년 7월 1일 - 1971년 6월 30일   | 괴산군 일원                          |               |
| 제8대        | 김원태(金元泰) | 민주공화당   | 1971년 7월 1일 - 1972년 10월 17일  | 괴산군 일원(제5선거구)               |               |
| 제9대        | 이충환(李忠煥) | 신민당       | 1973년 3월 12일 - 1979년 3월 11일  | 진천군·괴산군·음성군 일원(제4선거구) |               |
| 제9대        | 김원태(金元泰) | 민주공화당   | 1973년 3월 12일 - 1979년 3월 11일  | 진천군·괴산군·음성군 일원(제4선거구) |               |
| 제10대       | 오용운(吳龍雲) | 민주공화당   | 1979년 3월 12일 - 1980년 10월 27일 | 진천군·괴산군·음성군 일원(제4선거구) |               |
| 제10대       | 이충환(李忠煥) | 신민당       | 1979년 3월 12일 - 1980년 10월 27일 | 진천군·괴산군·음성군 일원(제4선거구) |               |
| 제11대       | 안갑준(安甲濬) | 민주정의당   | 1981년 4월 11일 - 1985년 4월 10일  | 진천군·괴산군·음성군 일원(제4선거구) |               |
| 제11대       | 김완태(金完泰) | 한국국민당   | 1981년 4월 11일 - 1985년 4월 10일  | 진천군·괴산군·음성군 일원(제4선거구) |               |
| 제12대       | 김종호(金宗鎬) | 민주정의당   | 1985년 4월 11일 - 1988년 5월 29일  | 진천군·괴산군·음성군 일원(제4선거구) |               |
| 제12대       | 김완태(金完泰) | 한국국민당   | 1985년 4월 11일 - 1988년 5월 29일  | 진천군·괴산군·음성군 일원(제4선거구) |               |
| 제13대       | 김종호(金宗鎬) | 민주정의당   | 1988년 5월 30일 - 1992년 5월 29일  | 괴산군 일원                          |               |
| 제14대       | 김종호(金宗鎬) | 민주자유당   | 1992년 5월 30일 - 1996년 5월 29일  | 괴산군 일원                          |               |
| 제15대       | 김종호(金宗鎬) | 신한국당     | 1996년 5월 30일 - 2000년 5월 29일  | 괴산군 일원                          |               |
| 제16대       | 정우택(鄭宇澤) | 자유민주연합 | 2000년 5월 30일 - 2004년 5월 29일  | 진천군·괴산군·음성군 일원            |               |
| 제17대       | 김종률(金鍾律) | 열린우리당   | 2004년 5월 30일 - 2008년 5월 29일  | 증평군·진천군·괴산군·음성군 일원     |               |
| 제18대       | 김종률(金鍾律) | 통합민주당   | 2008년 5월 30일 - 2009년 9월 24일  | 증평군·진천군·괴산군·음성군 일원     |               |
| 제18대       | 정범구(鄭範九) | 민주당       | 2009년 10월 29일 - 2012년 5월 29일 | 증평군·진천군·괴산군·음성군 일원     |               |
| 제19대       | 경대수(慶大秀) | 새누리당     | 2012년 5월 30일 - 2016년 5월 29일  | 증평군·진천군·괴산군·음성군 일원     |               |
| 제20대       | 박덕흠(朴德欽) | 새누리당     | 2016년 5월 30일 ~ 2020년 5월 29일  | 보은군·옥천군·영동군·괴산군 일원     | 선거구 변경   |
| 제21대       | 박덕흠(朴德欽) | 미래통합당   | 2020년 5월 30일 ~ 2024년 5월 29일  | 보은군·옥천군·영동군·괴산군 일원     |               |
| 제22대       | 박덕흠(朴德欽) | 국민의힘     | 2024년 5월 30일 ~                  | 보은군·옥천군·영동군·괴산군 일원     |               |

## 같이 보기
- 충주시의 국회의원
- 증평군의 국회의원
- 보은군의 국회의원
- 옥천군의 국회의원
- 영동군의 국회의원
- 괴산군 (1988년 선거구)
- 진천군·괴산군·음성군
- 증평군·진천군·괴산군·음성군
- 보은군·옥천군·영동군·괴산군